# Chapelle-du-Mont-du-Chat
Chapelle-du-Mont-du-Chat – miejscowość i gmina we Francji, w regionie Owernia-Rodan-Alpy, w departamencie Sabaudia.
Według danych na rok 1990 gminę zamieszkiwało 71 osób, a gęstość zaludnienia wynosiła 10 osób/km² (wśród 2880 gmin regionu Rodan-Alpy Chapelle-du-Mont-du-Chat plasuje się na 1548. miejscu pod względem liczby ludności, natomiast pod względem powierzchni na miejscu 1351.).

## Demografia

Populacja Chapelle-du-Mont-du-Chat w latach 1962–2008